# Gable Steveson
Gable Steveson (n. 31 mai 2000, Portage⁠(d), Indiana, SUA) este un luptător ce a reprezentat Statele Unite ale Americii, medaliat olimpic. A participat la o ediție a Jocurilor Olimpice (2020) în care a câștigat o medalie de aur.

## Participări
Lista de mai jos prezintă principalele competiții la care a participat Gable Steveson de-a lungul carierei.
- Lupte la Jocurile Olimpice de vară din 2020 - Libere masculin 125 kg[2]